# Leonard Bygdén
Anders Leonard Bygdén, född 3 mars 1844 i Ör, Spånga socken, Stockholms län, död den 22 november 1929 i Uppsala, var en svensk genealog och personhistoriker Han var överbibliotekarie vid Uppsala universitetsbibliotek.

## Biografi
Leonard Bygdéns släkt kom från Djäkneboda i Bygdeå socken, varifrån de tog sitt släktnamn. Han föddes som enda barn till revisorn vid Postverket i Stockholm, Olof Bygdén, som ägde Bäck i Bygdeå, och Carolina, född Moritz. Farfadern Anders Bygdén var gästgivare, ett uppdrag som hörde till släkthemmanet som gått i släkten i flera generationer, och farmodern Magdalena Andersdotter kom från Röbäck i Umeå.
Bygdén skrevs in som student vid Uppsala universitet 1867. Han blev filosofie kandidat 1870 och filosofie doktor 1872 på en avhandling om filosofen Benjamin Höijer samt samma år docent i teoretisk filosofi. Bygdén anställdes detta år vid Carolina Rediviva, vars chef han var 1904–1911. Mest känd för eftervärden är han för sitt för biblioteksarbete oundgängliga Svenskt anonym- och pseudonym-lexikon. Bibliografisk förteckning öfver uppdagade anonymer och pseudonymer i den svenska litteraturen 1-2 (1898–1915) och sin utgivning av bokverket Hernösands stifts herdaminne. Bidrag till kännedomen om prästerskap och kyrkliga förhållanden till tiden omkring Luleå stifts utbrytning i fyra band 1923–1928, där han skrev levnadsteckningar över alla norrländska präster från medeltiden till 1904.
Han var en av grundarna av Svenska Litteratursällskapet 1880 och invaldes i Kungliga Humanistiska Vetenskapssamfundet i Uppsala 1890 samt i Kungliga Samfundet för utgivande av handskrifter rörande Skandinaviens historia 1899.
Bygdén var gift med Hilda Edin (född 1851 i Piteå, Norrbottens län) och de fick fyra barn: Estrid Johanna Carolina (född 1879 i Uppsala), Olof Artur Bernhard (född 1881 i Uppsala), Märta Hilda Elisabeth (född 1884 i Uppsala), och Ellen Siri Maria (född 1888 och död samma år).
Leonard Bygdén är begravd på Uppsala gamla kyrkogård.